# Anolis baracoae
Espèce
Synonymes
- Anolis equestris baracoae Schwartz, 1964
- Deiroptyx baracoae (Schwartz, 1964)

Anolis baracoae est une espèce de sauriens de la famille des Dactyloidae.

## Répartition
Cette espèce est endémique de l'Est de Cuba.

## Étymologie
Son nom d'espèce lui a été donné en référence au lieu de sa découverte, la ville de Baracoa.

## Publication originale
- Schwartz, 1964 : Anolis equestris in Oriente Province, Cuba. Bulletin of the Museum of Comparative Zoology, no 131, p. 405-428 (texte intégral).